# Televisão na Polônia
A  televisão  na  Polônia foi introduzida em 1937. Era estatal e foi interrompida pela Segunda Guerra Mundial, em 1939. As transmissões só foram retomadas em 1952 e por várias décadas continuaram a ser controladas pelo Estado. A televisão a cores foi introduzida no país em 1971. Estações televisivas privadas surgiram na altura da queda do comunismo, quando a PTV Echo (uma vez membro dos canais locais da Polónia 1) tornou-se a primeira estação privada da Polónia  e do antigo bloco oriental.

## Terrestre
A televisão terrestre na Polônia é transmitida usando um sistema digital DVB-T. O primeiro teste de emissão DVB-T foi realizado em Varsóvia em 9 de novembro de 2001. Em abril de 2004, o primeiro transmissor DVB-T perto de Rzeszów começou a funcionar e a divisão local TVP começou a comercializar set-top boxes para recebê-lo. A partir de julho de 2016, existem cerca de 250 transmissores DVB-T operando na Polônia, transmitindo até três multiplexes (exceto estações locais), todos usando compressão MPEG-4 AVC. Três canais, TVP1, TVP2 e TVP Info estão disponíveis em HD em toda a Polônia, enquanto vários outros (Polsat, TVN, TVN7 e TTV) transmitem em HD em alguns multiplexes locais. As transmissões terrestres analógicas foram encerradas em 2013.
Os primeiros esforços para introduzir o DVB-T na Polônia foram feitos em 1997 em Gdańsk, por iniciativa da TVP (emissora polonesa de televisão pública).

### Alocação
Na conferência de 2006 em Genebra, conhecida como GE06, a Polônia recebeu oito multiplexados DVB-T - sete em freqüências UHF de 470 ÷ 862 MHz (canais 21 ÷ 69) e um em frequência VHF de 174 ÷ 230 MHz (canais 6 ÷ 12). Uma vez que algumas destas frequências são actualmente utilizadas para emissões de televisão terrestre PAL analógica, é possível executar apenas dois multiplexes de âmbito nacional (MUX1, MUX2) e um (MUX3) que abrange parte do país (58% da população). A introdução de todos os multiplexados será possível após o desligamento da transmissão analógica.
Um documento do governo intitulado “Cronograma de digitalização do país”, datado de janeiro de 2009, definiu o plano para a ativação da transmissão digital em três etapas e a transmissão analógica em seis etapas.
A primeira transmissão digital regular teve início em 30 de setembro de 2010. O encerramento da transmissão analógica começou em 7 de novembro de 2012 e a transição para a transmissão digital terminou em 23 de julho de 2013.
O período de tempo entre a ativação da transmissão digital e a desativação da transmissão analógica permitirá que as pessoas comprem novas TVs digitais integradas ou decodificadores.

### Status atual
- MUX1 abrange 98,8% da população;
- MUX2 cobre mais de 98,8% da população;
- MUX3 cobre 99,5% da população;
- MUX8 cobre 97,4% da população.

### Desligamento analógico
O desligamento da transmissão analógica ocorreu em 7 etapas entre 7 de novembro de 2012 e 23 de julho de 2013.
A maioria dos operadores de TV a cabo analógica está planejando continuar fornecendo serviço analógico em suas redes por um período não especificado.

### Ações governamentais adicionais
Campanhas de informação sobre desligamento de transmissão analógica em mídia de massa.
Exigir que os vendedores de equipamentos eletrônicos informem aos compradores que as TVs MPEG-2 e os STBs não são compatíveis com o padrão nacional, que é o MPEG-4 AVC.
Ajuda financeira para famílias pobres e idosos para comprar TV ou STB - ca. 250 PLN por agregado familiar, totalizando 475 milhões de PLN.

### Informação técnica
A transmissão de televisão digital terrestre polonesa usa vídeo HDTV H.264 / AVC de 25 Hz, áudio MPEG-2 Layer 2 e E-AC-3, para um IRD Baseline capaz de decodificar imagens de vídeo entrelaçadas de até 1920 × 1080 25 Hz ou 720 × 720 imagens de vídeo progressivas de 50 Hz.
Durante os testes também foi usada a codificação MPEG-2 para vídeo.

### Atribuição de canais em multiplexes
O plano de janeiro de 2009 incluiu três multiplexes nacionais com sete canais SDTV em cada um:
- MUX1 - canais comerciais de sinal aberto (Polsat, TVN, TV4, TV Puls); após o desligamento da transmissão analógica, o MUX3 cobria toda a população do país e os canais públicos se moviam para ele; houve competição por três canais liberados;
- MUX2 - competição aberta;
- MUX3 - canais públicos; após o desligamento analógico, o MUX3 cobrirá toda a população do país e os canais públicos serão movidos para ele a partir do MUX1; haverá competição por três canais liberados no MUX1.

Em janeiro de 2010, foi apresentado um novo plano para a introdução do DVB-T. A atribuição de multiplexes foi alterada:
- MUX1 - canais de radiodifusão pública (incluindo TVP1, TVP2 e TVP3);
- MUX2 - Canais comerciais free-to-air (Polsat, TVN, TV4, TV Puls) mais um adicional de cada emissora.

Em junho de 2010, foi tomada a decisão final sobre a alocação de multiplexes:
- MUX1 - quatro canais escolhidos em concurso aberto (foram seleccionados: ATM Rozrywka, TTV, Eska TV e Polo TV) e três canais públicos de radiodifusão temporária (TVP1, TVP2, TVP3); após o desligamento da transmissão analógica (aconteceu em 23 de julho de 2013) e depois de cobrir toda a população do país do MUX3, os canais públicos foram excluídos do MUX1; houve um concurso para os restantes quatro canais libertados (foram seleccionados: TV Trwam, TVP ABC, Stopklatka TV e Fokus TV);
- MUX2 - quatro canais comerciais analógicos terrestres analógicos atuais (Polsat, TVN, TV4, TV Puls) mais um adicional de cada emissora, atualmente: Super Polsat (anteriormente Polsat Sport News), TVN7, TV6 e Puls 2;
- MUX3 - canais públicos de radiodifusão (atualmente seis: TVP1, TVP2, TVP3, TVP Info, TVP Cultura, TVP Historia, TVP Rozrywka).

## Satélite
Em 1998, dois provedores de DVB-S, Cyfra + e Wizja TV começaram a operar. Em 2001, a Wizja TV foi incorporada ao Cyfra +.
Em 1999, foi introduzida outra plataforma, a Polsat 2 Cyfrowy (mais tarde renomeada para Polsat Cyfrowy e finalmente Cyfrowy Polsat), pertencente à Polsat, uma importante rede de TV comercial polonesa. Estas plataformas tornam-se muito populares e, actualmente, não existem canais polacos disponíveis no satélite analógico (o último, a TVN, foi desligado em 2008). No entanto, a maioria das transmissões via satélite na Polônia estão em resolução SDTV.
Em 12 de outubro de 2006, o ITI lançou a n plataforma com poucos canais HD disponíveis, bem como - também novo na Polônia - a funcionalidade de vídeo sob demanda. Mais tarde, em dezembro de 2006, o Cyfra + também começou a transmitir em HD. A Cyfrowy Polsat iniciou as transmissões em HD no segundo semestre de 2007.
Em março de 2013, como parte de uma cooperação mais profunda entre o Canal + Group e o ITI, a Cyfra + e a N foram incorporadas na NC +.

## Outras tecnologias
Alguns dos maiores operadores de cabo começaram a fornecer canais DVB-C em algumas cidades. No entanto, a maioria das redes de cabo atualmente em operação na Polônia são puramente analógicas.
A maior operadora de telefonia, a Telekomunikacja Polska, introduziu uma nova opção em sua oferta Neostrada, o Videostrada. Ele permite receber TV digital, disponível a maioria dos canais Cyfra + (a plataforma é conhecida como Cyfra + DSL), bem como vídeo sob demanda. Atualmente está disponível apenas em algumas das maiores cidades da Polônia.
Vários canais de TV, bem como vídeo sob demanda, estão disponíveis em redes de telefonia móvel polonesas. Não há atualmente transmissores de TV móvel dedicados à operação.
Há também prestadores de serviços de TV OTT, o mais famoso é a empresa de TV polonesa.

## Lista de canais
Esta é uma lista de canais de televisão que transmitem na Polônia.

### Público

#### Telewizja Polska
- TVP1
- TVP1 HD
- TVP2
- TVP2 HD
- TVP3
- TVP Info
- TVP Info HD
- TVP Polonia
- TVP Kultura
- TVP Historia
- TVP Rozrywka
- TVP ABC
- TVP Seriale
- TVP Sport
- TVP Sport HD
- TVP HD	General
- Belsat TV
- TVP Parlament**

** Funciona como um canal de multitransmissão da Internet

### Privado

#### Polsat Group
- Polsat	General
- Polsat HD
- TV4
- TV4 HD
- TV6
- TV6 HD
- Polsat 2
- Polsat 2 HD
- Polsat News
- Polsat News HD
- Polsat News 2
- Polsat Sport
- Polsat Sport HD
- Polsat Sport Extra
- Polsat Sport Extra HD
- Polsat Sport News HD
- Polsat Sport Fight HD
- Polsat Cafe
- Polsat Cafe HD
- Polsat Play
- Polsat Play HD
- Polsat Film
- Polsat Film HD
- Polsat Romans
- Super Polsat
- Super Polsat HD
- Polsat Doku HD
- Crime+Investigation Polsat
- Polsat JimJam
- Polsat Viasat Explore
- Polsat Viasat Explore HD
- Polsat Viasat History
- Polsat Viasat History HD
- Polsat Viasat Nature
- Polsat Viasat Nature HD
- Polsat Music
- Polsat Music HD
- Disco Polo Music
- Superstacja
- Superstacja HD
- Eska TV
- Eska TV HD
- Eska TV Extra
- Eska TV Extra HD
- Polo TV
- VOX Music TV	Music
- Eska Rock TV

Polsat 1 - para polonês de todo o mundo; EUA, Reino Unido

#### Discovery Inc.
- TVN
- TVN HD
- TVN7
- TVN7 HD
- TVN24
- TVN24 HD
- TVN24 BiS
- TVN24 BiS HD
- TVN Fabuła HD
- TVN Style
- TVN Style HD
- TVN Turbo
- TVN Turbo HD
- TTV*
- TTV HD*
- HGTV
- HGTV HD
- Food Network
- Food Network HD
- Travel Channel
- Travel Channel HD
- NTL Radomsko
- TVN Meteo
- Discovery Channel
- Discovery Channel HD
- Discovery Science
- Discovery Science HD
- DTX
- DTX HD
- TLC
- TLC HD
- ID
- ID HD
- Discovery Historia
- Discovery Life
- Discovery Life HD
- Animal Planet HD
- Metro
- Metro HD
- Eurosport 1
- Eurosport 1 HD
- Eurosport 2
- Eurosport 2 HD

TVN International - a.k.a. iTVN, para polonês de todo o mundo; Nova Zelândia, EUA (Nova York, Chicago), Alemanha (Berlim), Austrália (Sydney) e Paquistão
TVN International Extra - iTVN Extra, para polonês de todo o mundo; EUA, Alemanha
* TTV pertence a Stavka (51% - TVN, 49% - Besta Film)

#### Telewizja Puls
- TV Puls
- TV Puls HD
- Puls 2
- Puls 2 HD

#### Canal+ Group
- Canal+ HD*
- Canal+ 1 HD*
- Canal+ 4K Ultra HD*
- Canal+ Sport HD*
- Canal+ Sport 2 HD
- Canal+ NOW HD
- Canal+ Film HD*
- Canal+ Family HD*
- Canal+ Seriale HD*
- Canal+ Discovery HD
- Ale Kino+ HD*
- Planete+ HD*
- Kuchnia+ HD*
- Domo+ HD*
- MiniMini+ HD*
- TeleToon+ HD*
- nSport+ HD*

* Versão SD do canal disponível apenas em tv a cabo

#### ZPR Media Group
- Nowa TV
- Nowa TV HD
- Fokus TV
- Fokus TV HD

#### Viacom Media Networks
- Paramount Channel HD
- Comedy Central HD*
- Comedy Central Family HD*
- Nickelodeon
- Nicktoons HD
- Nick Jr.
- MTV Polska HD*
- MTV Music
- VH1 Polska
- MTV Rocks
- MTV Dance
- MTV Hits
- MTV Live HD

* Versão SD do canal disponível apenas para tv a cabo 

#### BBC Worldwide
- BBC HD
- BBC Brit HD*
- BBC CBeebies
- BBC Earth HD*
- BBC Lifestyle HD*

* Versão SD do canal disponível apenas para tv a cabo 

#### Fox Networks Group
- Fox
- Fox HD
- Fox Comedy
- Fox Comedy HD
- National Geographic
- National Geographic HD
- Nat Geo Wild
- Nat Geo Wild HD
- Nat Geo People HD
- Baby TV

## Plataformas digitais na Polônia
| Nome              | Tipo               | Inscritos          | Número de canais | Canais HD | Canal 3D | VOD |
| ----------------- | ------------------ | ------------------ | ---------------- | --------- | -------- | --- |
| Cyfrowy Polsat    | Plataforma digital | 4,396,376          | 183              | 65        | 0        | - ipla - HBO OD - HBO GO - PPV/VOD - Deezer - Primeserial |
| nc+               | Plataforma digital | 2,100,000          | 175              | 92        | 0        | - nc+ GO - TVP Prapiemiery - Canal+ VOD - Seriale+ - TVN Player - Baby TV OD - Poznaj nc+ - Smaczki OD - Sport+ |
| Orange TV         | Plataforma digital | 774,000            | 99               | 40        | 0        | - Seriale+ - Wideo na życzenie - Prapremiery TVP - PictureBox - TV na życzenie - Telewizja Tu i Tam |
| UPC Polska        | Tv a cabo          | 1,434,600          | 201              | 50        | 0        | - Premiery - Hity - HD - TVP na żądanie - TVN na żądanie - Filmbox On Demand - Disney Channel na żądanie - Cartoon Network na żądanie - HBO OD - National Geographic na żądanie - Xotix - Discovery On Demand - Sundance na żądanie - Canal+ na żądanie |
| Vectra            | Tv a cabo          | 870,592            | 204              | 52        | 0        | - BBC na żądanie - HBO On Demand - Discovery On Demand - Disney Channel na żądanie - HBO GO - GO ON |
| Multimedia Polska | Tv a cabo          | 825,000            | 171              | 41        | 0        | - PictureBox - Kino Świat - HBO On Demand - HBO GO - MmTV |
| Inea              | Tv a cabo          | 182,000            | 190              | 52        | 0        | - Canal+ na życzenie - Ale Kino+ na życzenie - HBO On Demand - Planete+ na życzenie - TeleToon+ na życzenie - Duck TV na życzenie - Kuchnia+ na życzenie - Domo+ na życzenie - HBO GO - Karaoke TV |
| TOYA              | Tv a cabo          | 160,000            |                  | 52        | 0        | - Przedpremiery TVP - Fyre TV - TVP na żądanie - Canal+ na życzenie - Ale Kino+ na życzenie - HBO On Demand - Sundance Channel na żądanie - Romance TV na życzenie - Planete+ na życzenie - Discovery On Demand - Animal Planet On Demand - History na życzenie - MiniMini+ na życzenie - Polsat JimJam na życzenie - Duck TV na życzenie - Kuchnia+ na życzenie - Domo+ na życzenie - TLC On Demand - English Club TV On Demand - TV Toya na życzenie - Catch UP TVP - TV Toya Catch Up - Player - ipla - iplex - VOD TVP - TVP Parlament - HBO GO - NatGeo Play - Karaoke TV - GO ON - RMFon.pl - Eska GO |
| Petrus            | Tv a cabo          | 50,000             |                  | 55        | 0        | Predefinição:Nay |
| Promax            | Cable              | 35,670             |                  | 41        | 0        | - HBO GO |
| Sat Film          | Tv a cabo          | 25,000             |                  | 41        | 0        | - HBO GO |
| Outro Tv a cabo   | Tv a cabo          | mais que 1,322,000 |                  |           |          | |

## Sistema de classificação de televisão na Polônia
| Não há restrições de idade | para menores de 7 anos | para menores de 12 anos | para menores de 16 anos | apenas para espectadores acima de 18 anos |
| -------------------------- | ---------------------- | ----------------------- | ----------------------- | ----------------------------------------- |
|                            |                        |                         |                         |                                           |

## Audiência
TOP 20 dos canais de TV poloneses de 2007 pela Nielsen Media Research (em canais cinza, que foram em um ano fora do TOP 20):

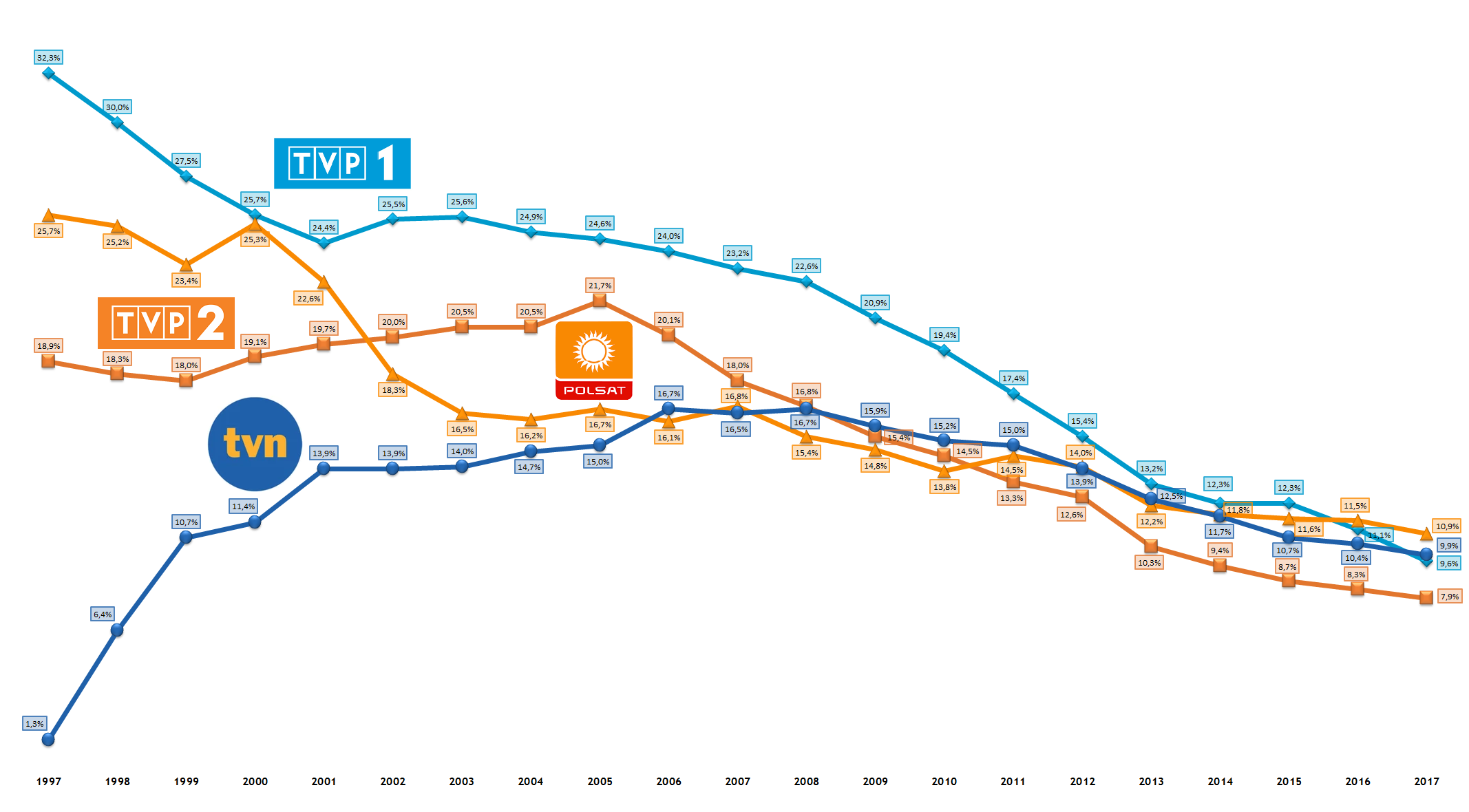
TOP4 dos canais de televisão polacos de 1997 pela Nielsen Media Research

| Canal         | Fundado | 2017  | 2016  | 2015  | 2014  | 2013  | 2012  | 2011  | 2010  | 2009  | 2008  | 2007  |
| ------------- | ------- | ----- | ----- | ----- | ----- | ----- | ----- | ----- | ----- | ----- | ----- | ----- |
| Polsat        | 12/1992 | 10.91 | 11.45 | 11.60 | 11.84 | 12.24 | 13.97 | 14.53 | 13.84 | 14.81 | 15.42 | 16.76 |
| TVN           | 10/1997 | 9.87  | 10.37 | 10.65 | 11.68 | 12.54 | 13.93 | 14.95 | 15.21 | 15.92 | 16.73 | 16.46 |
| TVP1          | 01/1953 | 9.59  | 11.10 | 12.28 | 12.27 | 13.17 | 15.41 | 17.41 | 19.35 | 20.89 | 22.63 | 23.20 |
| TVP2          | 10/1970 | 7.87  | 8.32  | 8.72  | 9.41  | 10.30 | 12.56 | 13.27 | 14.49 | 15.39 | 16.83 | 17.99 |
| TVN24         | 08/2001 | 4.27  | 3.81  | 3.22  | 2.99  | 3.12  | 3.06  | 3.14  | 3.45  | 2.69  | 2.71  | 2.98  |
| TV4           | 04/2000 | 4.08  | 3.36  | 3.27  | 2.68  | 2.97  | 2.49  | 2.39  | 2.14  | 2.06  | 1.8   | 2.06  |
| TVP Info      | 10/2007 | 3.83  | 3.26  | 3.51  | 2.86  | 2.61  | 3.82  | 4.24  | 4.92  | 4.41  | 4.32  | 4.92  |
| TVN7          | 03/2002 | 3.29  | 3.33  | 3.30  | 3.53  | 3.54  | 2.53  | 1.79  | 1.63  | 1.66  | 1.62  | 1.49  |
| TV Puls       | 03/2001 | 3.03  | 3.20  | 3.09  | 3.11  | 3.08  | 2.33  | 1.89  | 1.51  | 1.13  | 0.80  | 0.53  |
| TTV           | 01/2012 | 1.78  | 1.60  | 1.45  | 1.30  | 1.02  | 0.31  | -     | -     | -     | -     | -     |
| Puls 2        | 07/2012 | 1.75  | 1.78  | 1.62  | 1.52  | 1.07  | 0.14  | -     | -     | -     | -     | -     |
| TVP Seriale   | 12/2010 | 1.49  | 1.48  | 1.40  | 1.44  | 1.14  | 0.64  | 0.34  | -     | -     | -     | -     |
| Polsat 2      | 03/1997 | 1.47  | 1.52  | 1.45  | 1.68  | 1.79  | 1.37  | 1.32  | 0.88  | 0.87  | 0.8   | 0.61  |
| TV6           | 05/2011 | 1.44  | 1.48  | 1.23  | 0.97  | 0.61  | 0.20  | 0.04  | -     | -     | -     | -     |
| TVP ABC       | 02/2014 | 1.18  | 0.92  | 0.70  | 0.49  | -     | -     | -     | -     | -     | -     | -     |
| Polsat News   | 06/2008 | 1.14  | 1.11  | 1.08  | 1.08  | 1.04  | 0.90  | 0.81  | 0.62  | 0.31  | 0.1   | -     |
| TVP Rozrywka  | 04/2013 | 0.99  | 1.09  | 1.14  | 0.93  | 0.48  | -     | -     | -     | -     | -     | -     |
| Stopklatka TV | 03/2014 | 0.94  | 1.00  | 0.88  | 0.60  | -     | -     | -     | -     | -     | -     | -     |
| TVP3          | 09/2013 | 0.94  | 0.97  | 1.05  | 1.09  | 0.36  | -     | -     | -     | -     | -     | -     |
| Fokus TV      | 04/2014 | 0.80  | 0.81  | 0.69  | 0.31  | -     | -     | -     | -     | -     | -     | -     |

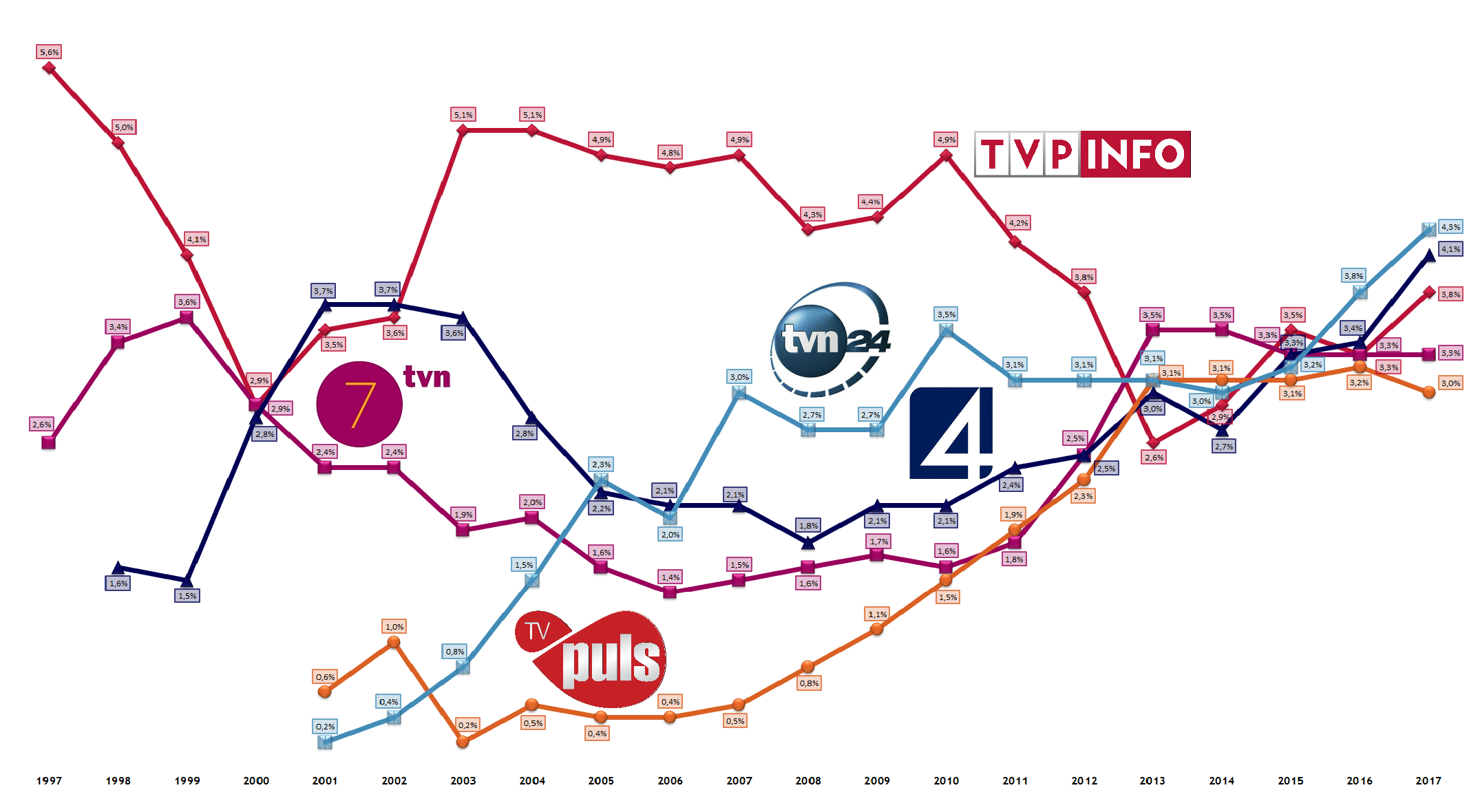
Audiência de canais de TV acima de 2% na Polônia desde 1997 pela Nielsen Media Research
(TVP Info em 1994-2007 como TVP3 Regionalna, TV4 em 1998-2000 como Nasza TV, TVN7 em 1996-2002 como RTL7)

TOP 10 das transmissões de TV mais assistidas na Polônia desde 1998, de acordo com a Nielsen Media Research:
|    | Programa | Data                    | Canal                                                          | Número de espectadores | Audiência |
| -- | --- | ----------------------- | -------------------------------------------------------------- | ---------------------- | --------- |
| 1  | Funeral do Papa João Paulo II                                                                                  | 8 de abril de 2005      | TVP1, TVP2, TVP3, Polsat, TVN, TVN24 e outros                  | Mais de 21,400,000     | Quase 90  |
| 2  | UEFA Euro 2016: Polônia x Portugal (quartas de final)                                                          | 30 de junho de 2016     | TVP1, Polsat, Polsat Sport                                     | 15,974,822             | 86.57%    |
| 3  | UEFA Euro 2012: Polónia vs Rússia (fase de grupos)                                                             | 12 de junho de 2012     | TVP1, TVP Sport, TVP HD                                        | 14,683,216             | 81.51%    |
| 4  | UEFA Euro 2016: Alemanha vs Polónia (fase de grupos)                                                           | 16 de junho de 2016     | TVP1, Polsat, Polsat Sport                                     | 14,352,012             | 80.89%    |
| 5  | UEFA Euro 2012: República Checa vs Polónia (fase de grupos)                                                    | 16 de junho de 2012     | TVP1, TVP Sport, TVP HD                                        | 14,070,492             | 81.28%    |
| 6  | UEFA Euro 2012: Polónia vs Grécia (fase de grupos)                                                             | 8 de junho de 2012      | TVP1, TVP Sport, TVP HD                                        | 13,308,343             | 83.78%    |
| 7  | Jogos Olímpicos de Inverno de 2002: Individual K120 de Saltos de Esqui (Adam Małysz ganhou a medalha de prata) | 13 de fevereiro de 2002 | TVP1                                                           | 13,259,612             | 75.15%    |

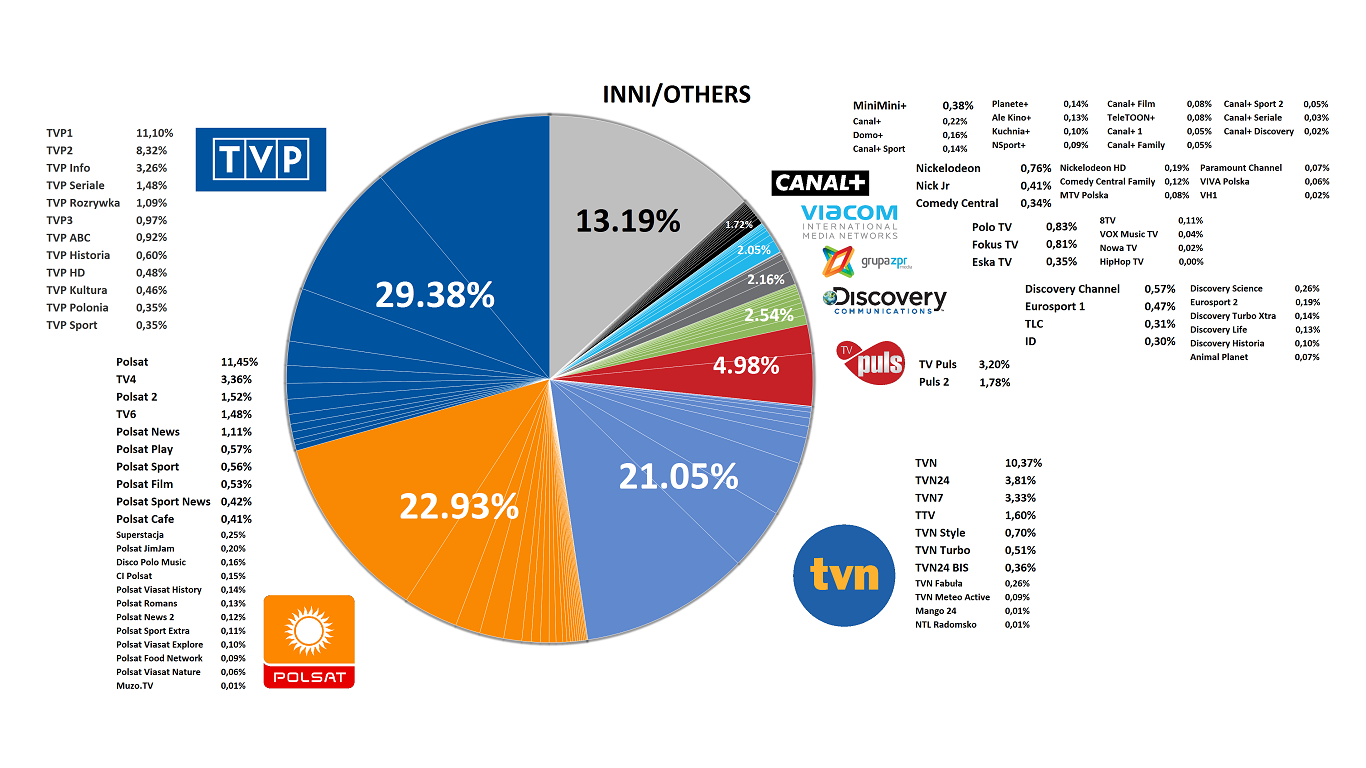
Ações no mercado de televisão na Polônia de grupos de radiodifusores selecionados em 2016 pela Nielsen Media Research

| 8  | Funeral do presidente polonês Lech Kaczynski e sua esposa Maria                                                | 18 de abril de 2010     | TVP1, TVP2, TVP Info, Polsat, Polsat News, TVN, TVN24 e outros | 13,033,967             | 86.68%    |
| 9  | UEFA Euro 2016: Ucrânia vs Polónia (fase de grupos)                                                            | 21 de junho de 2016     | TVP1, Polsat, Polsat Sport                                     | 12,639,308             | 81.67%    |
| 10 | M jak miłość (episódio 302)                                                                                    | 1 de março de 2005      | TVP2                                                           | 12,581,000             | n/d       |